# Ксенонуклеиновая кислота

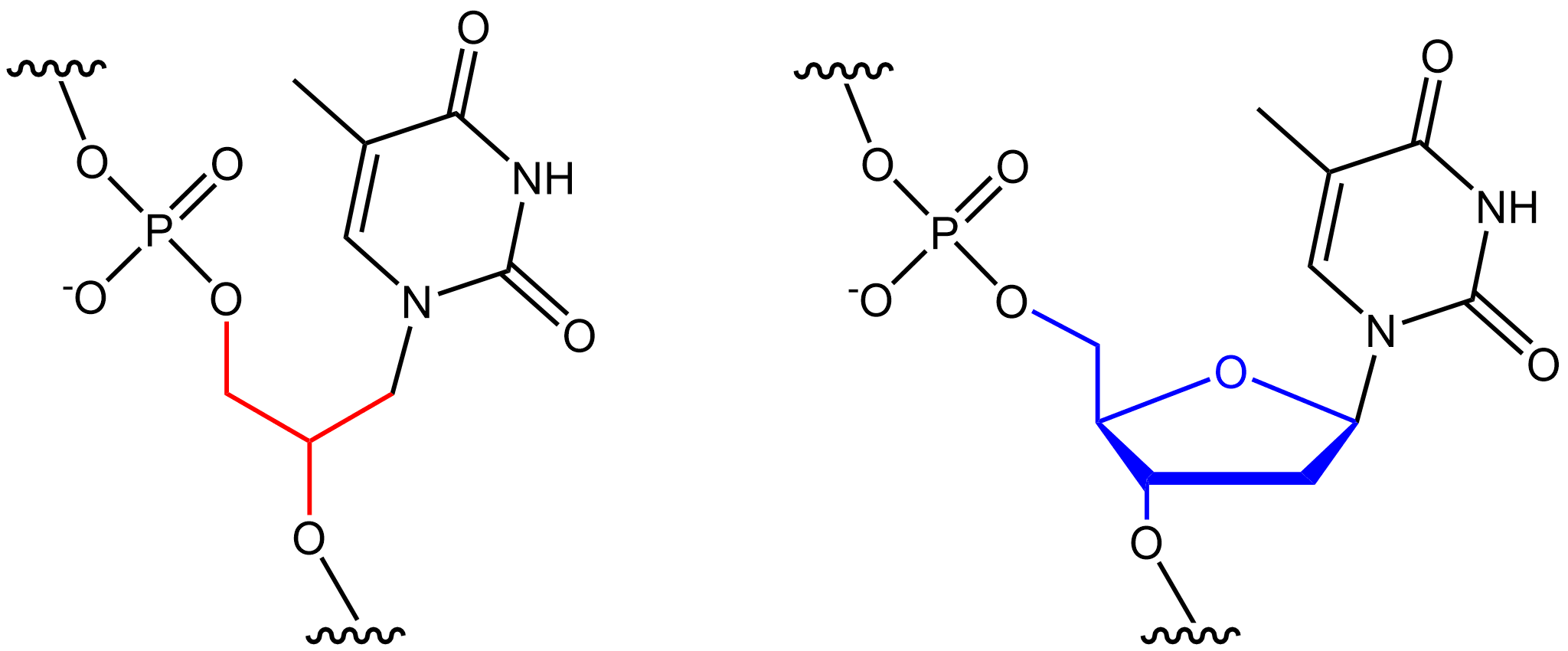
Гликолевая нуклеиновая кислота (слева) является примером ксенонуклеиновой кислоты, потому что её скелет отличается от ДНК (справа).

Ксенонуклеиновые кислоты (англ. Xeno nucleic acids, XNA) представляют собой синтетические аналоги нуклеиновых кислот, которые имеют сахарный остов, отличный от природных нуклеиновых кислот ДНК и РНК. По состоянию на 2011 год было показано, что по крайней мере шесть типов синтетических сахаров образуют скелеты нуклеиновых кислот, которые могут хранить и извлекать генетическую информацию. В настоящее время проводятся исследования по созданию синтетических полимераз для трансформации XNA. Изучение его производства и применения создало область, известную как ксенобиология.
Хотя генетическая информация по-прежнему хранится в четырёх канонических парах оснований (в отличие от других аналогов нуклеиновых кислот), природные ДНК-полимеразы не могут считывать и дублировать эту информацию. Таким образом, генетическая информация, хранящаяся в XNA, «невидима» и поэтому бесполезна для естественных организмов на основе ДНК.

## Введение
Структура ДНК была открыта в 1953 году. Примерно в начале 2000-х исследователи создали ряд экзотических ДНК-подобных структур, XNA. XNA представляет собой синтетический полимер, который может нести ту же информацию, что и ДНК, но с другими молекулярными составляющими. «X» в XNA означает «xeno», что означает «чужой» или «инопланетянин», что указывает на различие в молекулярной структуре по сравнению с ДНК или РНК.
Не так много было сделано с XNA до тех пор, пока не был разработан специальный фермент полимераза, способный копировать XNA с матрицы ДНК, а также копировать XNA обратно в ДНК. Пинейро и др. (2012), например, продемонстрировали такую XNA-способную полимеразу, которая работает с последовательностями длиной ~100 п.н. Совсем недавно биологам-синтетикам Филиппу Холлигеру и Александру Тейлору удалось создать XNA-зимы, XNA-эквивалент рибозима, ферменты, состоящие из ДНК или рибонуклеиновой кислоты. Это демонстрирует, что XNA не только хранят наследственную информацию, но также могут служить ферментами, повышая вероятность того, что жизнь в другом месте могла начаться с чего-то другого, кроме РНК или ДНК.

## Структура

На этом изображении показаны различия в сахарных остовах, используемых в XNA, по сравнению с обычными и биологически используемыми ДНК и РНК.

Нити ДНК и РНК образуются путем связывания вместе длинных цепочек молекул, называемых нуклеотидами. Нуклеотид состоит из трех химических компонентов: фосфата, пятиуглеродной сахарной группы (это может быть либо сахар дезоксирибозы — что дает нам букву «Д» в ДНК, либо сахар рибозы — буква «Р» в РНК). и одно из пяти стандартных оснований (аденин, гуанин, цитозин, тимин или урацил).
Молекулы, которые соединяются вместе, образуя шесть ксенонуклеиновых кислот, почти идентичны молекулам ДНК и РНК, за одним исключением: в нуклеотидах XNA дезоксирибозные и рибозные сахарные группы ДНК и РНК были заменены другими химическими структурами. Эти замены делают XNA функционально и структурно аналогичными ДНК и РНК, несмотря на то, что они неестественны и искусственны.
XNA демонстрирует множество структурно-химических изменений по сравнению с его природными аналогами. Типы синтетических XNA, созданных на данный момент, включают:
- 1,5-ангидрогекситолнуклеиновая кислота (HNA)
- Циклогексеновая нуклеиновая кислота (CeNA)
- Нуклеиновая кислота треозы (ТНК)
- Гликолевая нуклеиновая кислота (GNA)
- Замкнутая нуклеиновая кислота
- Пептидная нуклеиновая кислота (ПНК)
- FANA (фтороарабинонуклеиновая кислота)

HNA может потенциально действовать как лекарство, которое может распознавать и связываться с определёнными последовательностями. Ученым удалось выделить HNA для возможного связывания последовательностей, нацеленных на ВИЧ. Исследования показали, что с циклогексеновой нуклеиновой кислотой CeNA со стереохимией, подобной форме D, могут создавать стабильные дуплексы с собой и РНК. Было показано, что CeNA не столь стабильны, когда они образуют дуплексы с ДНК.

## Значение
Изучение XNA не предназначено для того, чтобы дать ученым лучшее понимание биологической эволюции в том виде, в каком она происходила исторически, а скорее для изучения способов, с помощью которых мы можем контролировать и даже перепрограммировать генетический состав биологических организмов в будущем. XNA продемонстрировал значительный потенциал в решении актуальной проблемы генетического загрязнения генетически модифицированных организмов. Хотя ДНК невероятно эффективна в своей способности хранить генетическую информацию и обеспечивать сложное биологическое разнообразие, её четырёхбуквенный генетический алфавит относительно ограничен. Использование генетического кода из шести XNA вместо четырёх встречающихся в природе нуклеотидных оснований ДНК дает бесконечные возможности для генетической модификации и расширения химической функциональности.
Развитие различных гипотез и теорий о XNA изменило ключевой фактор в нашем нынешнем понимании нуклеиновых кислот: наследственность и эволюция не ограничиваются ДНК и РНК, как когда-то считалось, а представляют собой просто процессы, которые развились из полимеров, способных хранить информацию. Исследования XNA позволят исследователям оценить, являются ли ДНК и РНК наиболее эффективными и желательными строительными блоками жизни, или эти две молекулы были выбраны случайным образом после эволюции из более широкого класса химических предков.

## Применение
Одной из теорий использования XNA является его включение в медицину в качестве средства для борьбы с болезнями. Некоторые ферменты и антитела, которые в настоящее время вводят для лечения различных заболеваний, слишком быстро расщепляются в желудке или кровотоке. Поскольку XNA является чужеродным и считается, что люди ещё не выработали ферменты для их расщепления, XNA могут служить более надежным аналогом методов лечения на основе ДНК и РНК, которые используются в настоящее время.
Эксперименты с XNA уже позволили заменить и расширить этот генетический алфавит, а XNA продемонстрировали комплементарность нуклеотидам ДНК и РНК, предполагая возможность его транскрипции и рекомбинации. Один эксперимент, проведенный в Университете Флориды, привел к получению аптамера XNA методом AEGIS-SELEX (искусственно расширенная генетическая информационная система — систематическая эволюция лигандов путем экспоненциального обогащения) с последующим успешным связыванием с линией клеток рака молочной железы. Кроме того, эксперименты на модельной бактерии E. coli продемонстрировали способность XNA служить биологической матрицей для ДНК in vivo.
Продвигаясь вперед в генетических исследованиях XNA, необходимо учитывать различные вопросы, касающиеся биобезопасности, биозащиты, этики и управления/регулирования. Один из ключевых вопросов здесь заключается в том, будет ли XNA в условиях in vivo смешиваться с ДНК и РНК в своей естественной среде, тем самым лишая ученых возможности контролировать или предсказывать её последствия в генетической мутации.
XNA также имеет потенциальное применение в качестве катализатора, подобно тому, как РНК можно использовать в качестве фермента. Исследователи показали, что XNA способен расщеплять и лигировать ДНК, РНК и другие последовательности XNA, при этом наибольшая активность проявляется в реакциях, катализируемых XNA, на молекулах XNA. Это исследование может быть использовано для определения того, возникла ли роль ДНК и РНК в жизни в результате процессов естественного отбора или это было просто совпадение.
XNA можно использовать в качестве молекулярных зажимов в количественных полимеразных цепных реакциях в реальном времени (qPCR) путем гибридизации с целевыми последовательностями ДНК. В исследовании, опубликованном в PLOS ONE, анализ XNA-опосредованного молекулярного зажима выявил мутантную бесклеточную ДНК (cfDNA) предраковых поражений колоректального рака (CRC) и колоректального рака. XNA может также действовать как высокоспецифичный молекулярный зонд для обнаружения целевой последовательности нуклеиновой кислоты.

## Использованная литература
1. ↑  Schmidt, Markus. Synthetic Biology. — John Wiley & Sons, 2012. — P. 151–. — ISBN 978-3-527-65926-5.
2. 1 2 3  Xenobiology: a new form of life as the ultimate biosafety tool. BioEssays. 32 (4): 322–331. April 2010. doi:10.1002/bies.200900147. PMID 20217844.
3. 1 2  Gonzales, Robbie. XNA Is Synthetic DNA That's Stronger than the Real Thing. Io9 (19 апреля 2012). Дата обращения: 15 октября 2015. Архивировано 19 ноября 2015 года.
4. 1 2  Synthetic genetic polymers capable of heredity and evolution. Science. 336 (6079): 341–344. April 2012. Bibcode:2012Sci...336..341P. doi:10.1126/science.1217622. PMID 22517858.
5. ↑  World's first artificial enzymes created using synthetic biology. Medical Research Council (1 декабря 2014). Дата обращения: 27 сентября 2022. Архивировано из оригинала 25 ноября 2015 года.
6. ↑  Extance, Andy. Polymers perform non-DNA evolution. Royal Society of Chemistry (19 апреля 2012). Дата обращения: 15 октября 2015. Архивировано 4 марта 2016 года.
7. ↑  Base pairing properties of D- and L-cyclohexene nucleic acids (CeNA). Oligonucleotides. 13 (6): 479–489. 2003. doi:10.1089/154545703322860799. PMID 15025914.
8. ↑  Toward safe genetically modified organisms through the chemical diversification of nucleic acids. Chemistry & Biodiversity. 6 (6): 791–808. June 2009. doi:10.1002/cbdv.200900083. PMID 19554563.
9. ↑  The XNA world: progress towards replication and evolution of synthetic genetic polymers. Current Opinion in Chemical Biology. 16 (3–4): 245–252. August 2012. doi:10.1016/j.cbpa.2012.05.198. PMID 22704981.
10. ↑  XNA marks the spot. What can we learn about the origins of life and the treatment of disease through artificial nucleic acids?. EMBO Reports. 14 (5): 410–413. May 2013. doi:10.1038/embor.2013.42. PMID 23579343.
11. 1 2  XNA: Synthetic DNA That Can Evolve. Popular Mechanics (19 апреля 2012). Дата обращения: 17 ноября 2015. Архивировано 20 февраля 2019 года.
12. ↑  In vitro selection with artificial expanded genetic information systems. Proceedings of the National Academy of Sciences of the United States of America. 111 (4): 1449–1454. January 2014. Bibcode:2014PNAS..111.1449S. doi:10.1073/pnas.1311778111. PMID 24379378.
13. ↑  Binary genetic cassettes for selecting XNA-templated DNA synthesis in vivo. Angewandte Chemie. 52 (31): 8139–8143. July 2013. doi:10.1002/anie.201303288. PMID 23804524.
14. ↑  Catalysts from synthetic genetic polymers. Nature. 518 (7539): 427–430. February 2015. Bibcode:2015Natur.518..427T. doi:10.1038/nature13982. PMID 25470036.
15. 1 2  A novel xenonucleic acid-mediated molecular clamping technology for early colorectal cancer screening. PLOS ONE. 16 (10): e0244332. 5 октября 2021. Bibcode:2021PLoSO..1644332S. doi:10.1371/journal.pone.0244332. PMID 34610014.{{cite journal}}:  Википедия:Обслуживание CS1 (не помеченный открытым DOI) (ссылка)
16. ↑  Peptide Nucleic Acid-Based Biosensors for Cancer Diagnosis. Molecules. 22 (11): 1951. November 2017. doi:10.3390/molecules22111951. PMID 29137122.{{cite journal}}:  Википедия:Обслуживание CS1 (не помеченный открытым DOI) (ссылка)